# Premis XRCO
Els Premis XRCO són concedits per l'X-Rated Critics Organization dels Estats Units anualment a persones que treballen en entreteniment per adults i és l'únic programa de premis de la indústria per a adults reservat exclusivament als membres de la indústria.

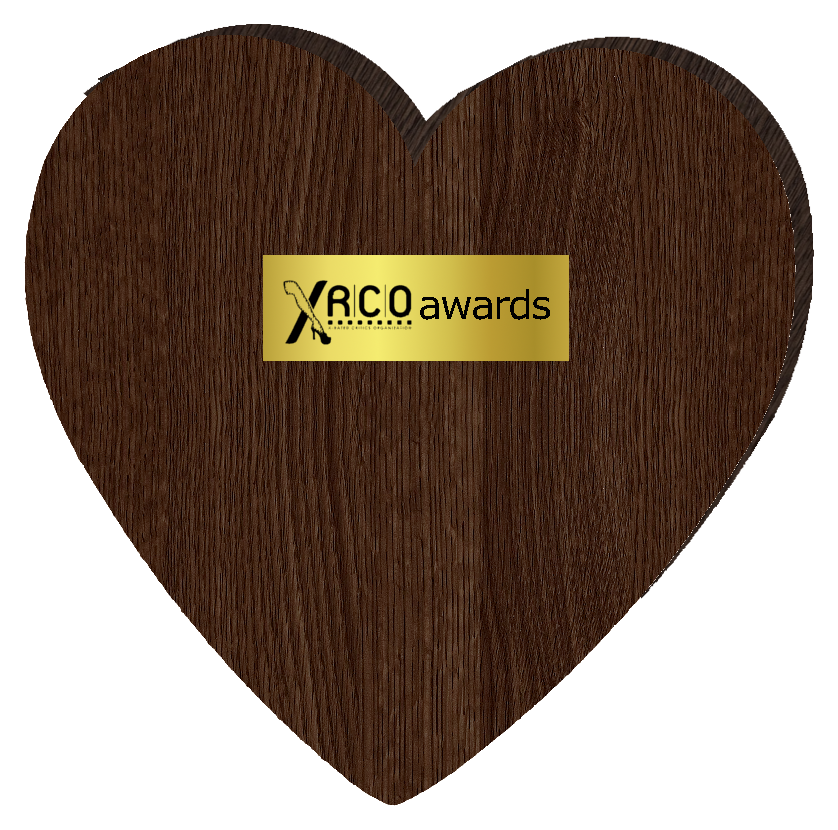
Les plaques de premi originals estaven fetes de fusta amb forma de cor i es van utilitzar fins al 2014

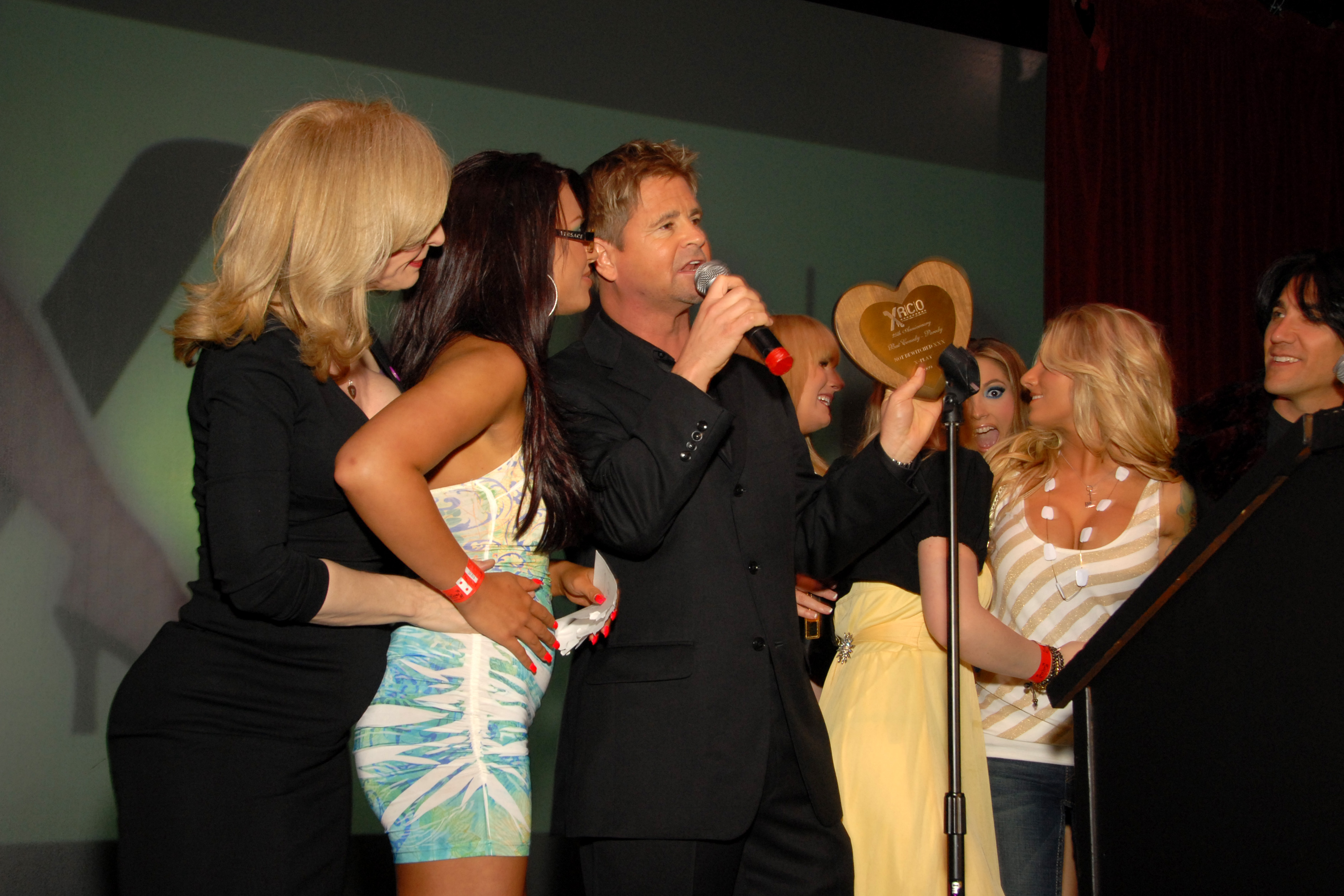
Repartiment i equip de la pel·lícula Not Bewitched a l'escenari durant els premis XRCO del 25è aniversari a The Highlands, Hollywood, el 17 d'abril de 2009 (des de l'esquerra). a la dreta: Nina Hartley, Eva Angelina, Will Ryder, Flower Tucci, Sunny Lane, que torna davant la càmera amb un vestit groc, Jenna Haze, Teagan Presley i el productor Scott David)

Un cop cada any natural, es demana als membres de XRCO que enviïn les seves pròpies candidatures. Els membres no han de votar en totes les categories de premis, i només se'ls demana que votin a les àrees en què se sentin qualificats. La cerimònia de lliurament del premi sol tenir lloc durant la primavera i no més tard de la primera setmana d'abril. Alguns dels treballs i treballadors són incorporats al Saló de la Fama de XRCO durant els premis.
L'arxiu en línia XRCO no té molts resultats anteriors a 1993 i el lloc anima els visitants a enviar-hi resultats anteriors. Els premis s'han anomenat "una versió X dels Premis Oscar" i "una combinació de cervesa de secundària, Mardi Gras i espectacle de roba interior Frederick's of Hollywood". També s'han conegut com els "premis del cercle de la crítica per a la pornografia".
El 2013, el lloc dels premis XRCO es va canviar del nightclub The Highlands al Supperclub LA quan el primer va tancar. El 2014, els premis XRCO van tornar a l'antic lloc de Highlands que ara es diu OHM. Els premis XRCO 2015 es van celebrar a la discoteca Lure de Hollywood l'11 d'abril. Els premis XRCO 2016 es van celebrar a la discoteca OHM de Hollywood el 22 de juny. Els premis XRCO 2018 es van celebrar a la discoteca Argyle de Hollywood el 28 de juny.I els premis XRCO 2019 van tenir lloc a Boardner's el 27 de juny.

## Història
Després de la polèmica i les crítiques a la victòria de la millor escena eròtica de la pel·lícula Virginia el 1984 als premis de l'Adult Film Association of America (AFAA), la X-Rated Critics Organization (XRCO) va fundar els seus "Premis Heart-On".Jim Holliday va ser un fundador i anteriorment l'historiador honorari de la X-Rated Critics Organization. Després de la mort de Holliday, el càrrec d'historiador de XRCO va ser ocupat temporalment pel membre fundador de XRCO Bill Margold fins al 2006.
Els primers premis XRCO es van presentar el 14 de febrer de 1985,on Ginger Lynn va guanyar una "autèntica Triple Corona: 'Millor intèrpret femenina', 'Video Vixen' i 'Starlet of the Year'". Fins a 1991, els premis es lliuraven el Dia de Sant Valentí cada any. Les categories específiques dels premis dels Premis XRCO han canviat al llarg dels anys.
El març de 2015 es van anunciar canvis en el programa de premis. Citant els canvis de lloc i data realitzats el 2014, els organitzadors de l'esdeveniment van anunciar que l'espectacle de premis seria gravat i emès per la companyia Vrai Voyeur. També es va anunciar l'estrena d'un nou disseny per al premi lliurat als guanyadors. L'"icònic cor de fusta als trofeus" es retiraria i es substituiria per "alguna cosa més gran i millor que mai".

## Tema tot en família
- 2016: The Father Figure (Digital Sin/Tabu Tales)[13]
- 2017: Me, My Brother and Another (New Sensations)[25]
- 2018: Dysfucktional: Blood Is Thicker Than Cum (Kelly Madison/Juicy)[14]
- 2019: A Trailer Park Taboo (Pure Taboo/Pulse)[15]
- 2020:  My Stepson Is Evil (Evil Angel Films)[26]

## Millor estrena en 3D
- 2012: This Ain't Ghostbusters XXX (Hustler Video)[27]

## Millor actor (actuació en solitari)

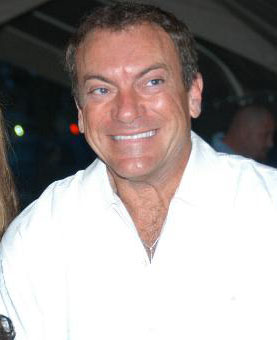
Randy Spears

- 1984: Eric Edwards (Great Sexpectations)[28]
- 1985: Jerry Butler (Snake Eyes)[29]
- 1988: Jamie Gillis (Deep Throat II)[4]
- 1993: Jon Dough (New Wave Hookers 3)[30]
- 1994: Steven St. Croix (Dog Walker)[30]
- 1995: Jon Dough (Latex)[30]
- 1996: Tom Byron (Flesh)[30]
- 1997: Tom Byron (Indigo Delta)[31]
- 1999: James Bonn (Masseuse 3)[32]
- 2000: Randy Spears (Double Feature)[33]
- 2001: Joel Lawrence (Raw)[34]
- 2002: Evan Stone (Cap'n Mongo's Porno Playhouse)[35]
- 2003: Rocco Siffredi (The Fashionistas)[36]
- 2004: Randy Spears (Space Nuts – Wicked Pictures)[37]
- 2005: Randy Spears (Misty Beethoven The Musical – VCA Pictures)[38]
- 2006: Randy Spears (Eternity – Wicked Pictures)[39]
- 2007: Randy Spears (Curse Eternal – Wicked Pictures)[40]
- 2008: Randy Spears (Black Widow – Wicked Pictures)[41]
- 2009: Evan Stone (Pirates II: Stagnetti's Revenge – Digital Playground)[42]
- 2010: Eric Swiss (Not Married with Children XXX – X-Play/LFP Video)[43]
- 2011: Evan Stone[44]
- 2012: Anthony Rosano[27]
- 2013: Steven St. Croix (Torn – New Sensations Couples)[8]
- 2014: Richie Calhoun (The Submission of Emma Marx – New Sensations)[9]
- 2015: Steven St. Croix (Wetwork – Vivid)[45]
- 2016: Derrick Pierce (Magic Mike XXXL: A Hardcore Parody – Wicked Pictures)[13]
- 2017: Tommy Pistol (Suicide Squad XXX: An Axel Braun Parody – Wicked Comix)[25]
- 2018: Tommy Pistol (Ingenue - Wicked Pictures)[14]
- 2019: Tommy Pistol (Anne: A Taboo Parody - Pure Taboo/Pulse)[15]
- 2020: Seth Gamble (Perspective - Adult Time/Pulse)[26]

## Millor Actriu (actuació en solitari)
- 1985: Rachel Ashley (Every Woman Has a Fantasy)[46]
- 1986: Gloria Leonard (Taboo American Style (The Miniseries))[47]
- 1987: Colleen Brennan (Getting Personal )[48]
- 1988: Krista Lane (Deep Throat II)[4]
- 1989: Ariel Knight (Romeo And Juliet II)[49]
- 1990: Sharon Kane (Bodies In Heat 2)[50]
- 1991: Jeanna Fine (Steal Breeze)[51]
- 1992: Jeanna Fine (Brandy And Alexander)[52]
- 1993: Ashlyn Gere (Chameleons Not The Sequel)[53]
- 1994: Leena (Blinded by Love)[30]
- 1995: Tyffany Million (Sex)[30]
- 1996: Jeanna Fine (Skin Hunger)[30]
- 1997: Jeanna Fine (My Surrender)[30]
- 1998: Dyanna Lauren (Bad Wives)[31]
- 1999: Jeanna Fine (Café Flesh 2)[32]
- 2000: Inari Vachs (The Awakening)[33]
- 2001: Taylor Hayes (Jekyll & Hyde)[34]
- 2002: Taylor Hayes (Fade to Black)[35]
- 2003: Belladonna (The Fashionistas)[36]
- 2004: Ashley Long (Compulsion – Elegant Angel)[37]
- 2005: Jessica Drake (Fluff And Fold – Wicked Pictures)[38]
- 2006: Savanna Samson (The New Devil in Miss Jones – Vivid)[39]
- 2007: Hillary Scott (Corruption – Sex Z Pictures)[40]
- 2008: Eva Angelina (Upload – Sex Z Pictures)[41]
- 2009: Jessica Drake (Fallen – Wicked Pictures)[42]
- 2010: Kimberly Kane (The Sex Files: A Dark XXX Parody – Revolution X/Digital Sin)[43]
- 2011: Kimberly Kane[44]
- 2012: Jessie Andrews[27]
- 2013: Lily Carter (Wasteland – Elegant Angel Productions)[8]
- 2014: Remy LaCroix (The Temptation of Eve – New Sensations Erotic Stories)[9]
- 2015: Penny Pax (Wetwork – Vivid)[45]
- 2016: Penny Pax (The Submission of Emma Marx: Boundaries – New Sensations Erotic Stories)[13]
- 2017: Kleio Valentien (Suicide Squad XXX: An Axel Braun Parody – Wicked Comix)[25]
- 2018: Jill Kassidy (Half His Age: A Teenage Tragedy - Pure Taboo/Pulse)[14]
- 2019: Avi Love (The Possession of Mrs. Hyde - Wicked)[15]
- 2020: Angela White (Perspective - Adult Time/Pulse)[26]
- 2021: Maitland Ward (Muse - Deeper/Pulse)[54]
- 2022: Maitland Ward (Muse 2 - Deeper/Pulse)
- 2023: Maitland Ward (Drift - Deeper/Pulse)

## Millor web d'adults
- 2019: EvilAngel[15]
- 2020: Adult Time[26]

## Millor sèrie amateur o Pro-Am
- 1993: Randy West's Up and Cummers[30]
- 1994: Anal Adventures of Max Hardcore[30]
- 1995: Max[30]
- 1996: Cumback Pussy[30]
- 1997: Filthy First-Timers[31]
- 1999: Real Sex Magazine[32]
- 2000: Real Sex Magazine[33]
- 2001: Up and Cummers[34]
- 2002: Up and Cummers[35]
- 2003: Shane's World[36]
- 2004: Breakin' 'Em In (Red Light District)[37]
- 2005: Breakin' 'Em In (Red Light District)[38]
- 2006: New Whores 2 (Mayhem)[39]

## Millor escena anal

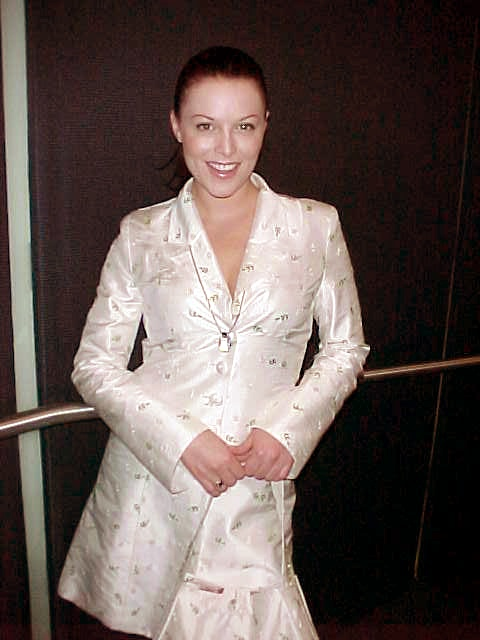
Alisha Klass.

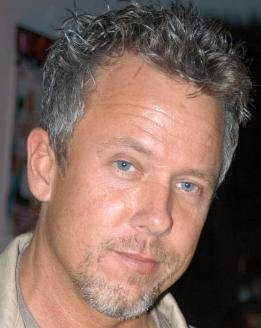
Tom Byron

- 1993: (Arabian Nights)[30]
  - Julian St. Jox
  - Porsche Lynn
  - Sean Michaels
- 1994: (Butt Banged Bicycle Babes)[30]
  - Kim Chambers
  - Mark Davis
  - Yvonne
  - John Stagliano
- 1995: (Bottom Dweller 33 1/3)[30]
  - Careena Collins
  - Jake Steed
- 1996: (Car Wash Angels)[30]
  - Careena Collins
  - T. T. Boy
  - Tom Byron
- 1997: (Behind the Sphinc Door)[31]
  - Alisha Klass
  - Tom Byron
- 1999: (Tushy Heaven)[32]
  - Alisha Klass
  - Samantha Stylle
  - Sean Michaels
- 2000: (When Rocco Meats Kelly 2)[33]
  - Alba de Monte
  - Kelly
  - Nacho Vidal
  - Rocco Siffredi

## Millor sèrie anal
- 2019: Anal Beauty (Tushy)[15]
- 2020: Anal Models (Tushy/Pulse)[26]

## Millor guió
- 1984 Every Woman Has A Fantasy
- 1985 Taboo American Style

## Millor actor de repartiment

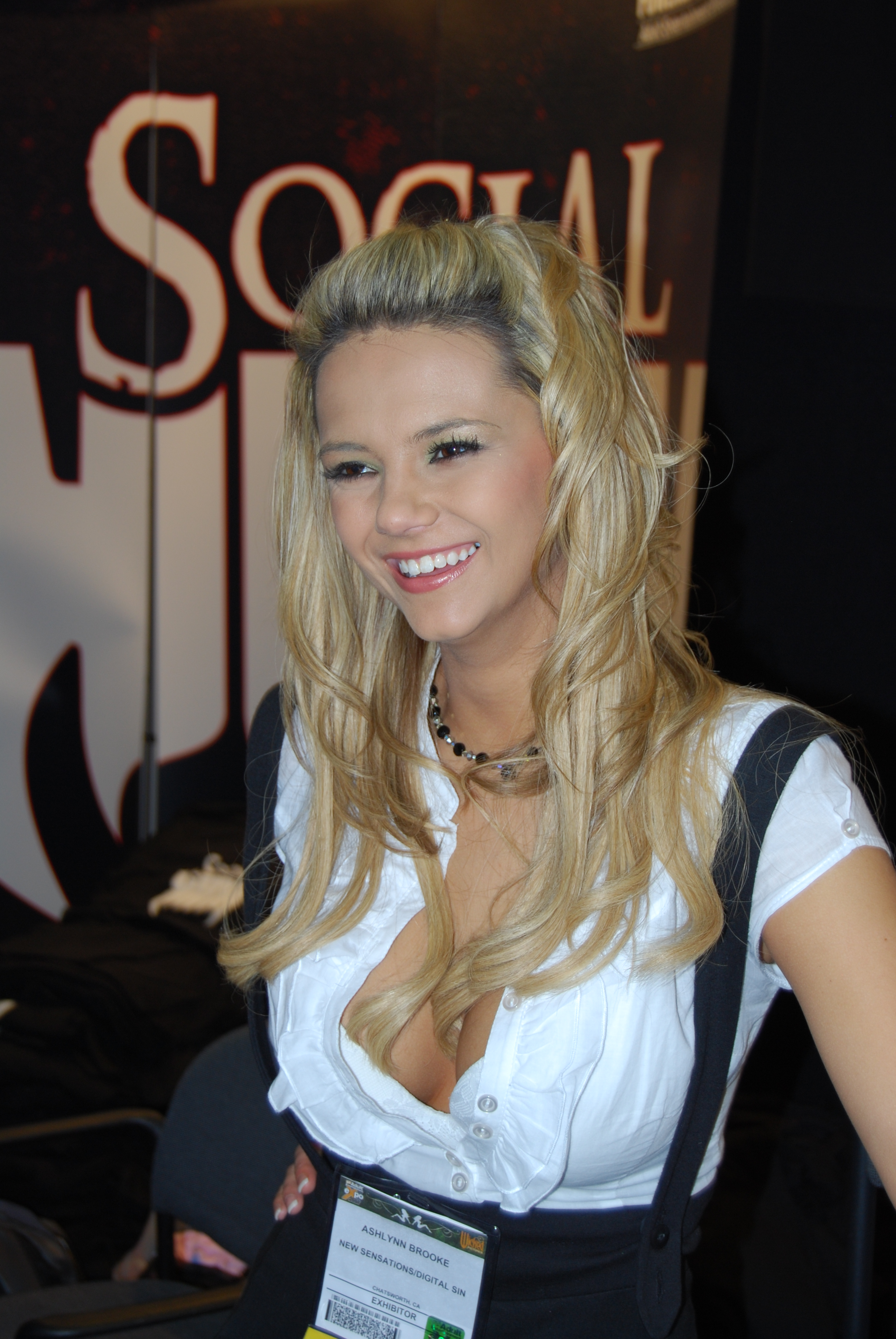
Ashlynn Brooke, millor comèdia per Ashlynn Goes to College #2.

- 1984 Joey Silvera (Public Affairs)
- 1985 Joey Silvera (She's Sota Fini)

## Millor actriu de repartiment
- 1984 Sharon Kane (Throat... 12 Years After)
- 1985 Kimberly Carson (Girls On Fire)

## Millor comèdia
- 2003 Space Nuts (Wicked Pictures)
- 2004 Misty Beethoven - The Musical (VCA Pictures)
- 2005 Camp Cuddly Pines Powertool Massacre (Wicked Pictures)
- 2006 Britney Rears 3 (Hustler Video)
- 2007 Not the Bradys XXX (X Play)
- 2008 Ashlynn Goes to College #2 (New Sensations) senar-parody
- 2008 Not Bewitched XXX (X-Play) parody
- 2009 Brazzers Presents: The Parodiïs (Brazzers) parody
- 2010 Not Married With Children XXX (X-Play/LFP Video)

## Premi gola profunda

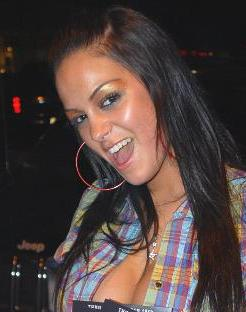
Angelina Valentine.

- 2005 Briana Banks
- 2008 Angelina Valentine
- 2009 Memphis Monroe
- 2010 Phoenix Marie
- 2011 Krissy Lynn

## Millor correguda

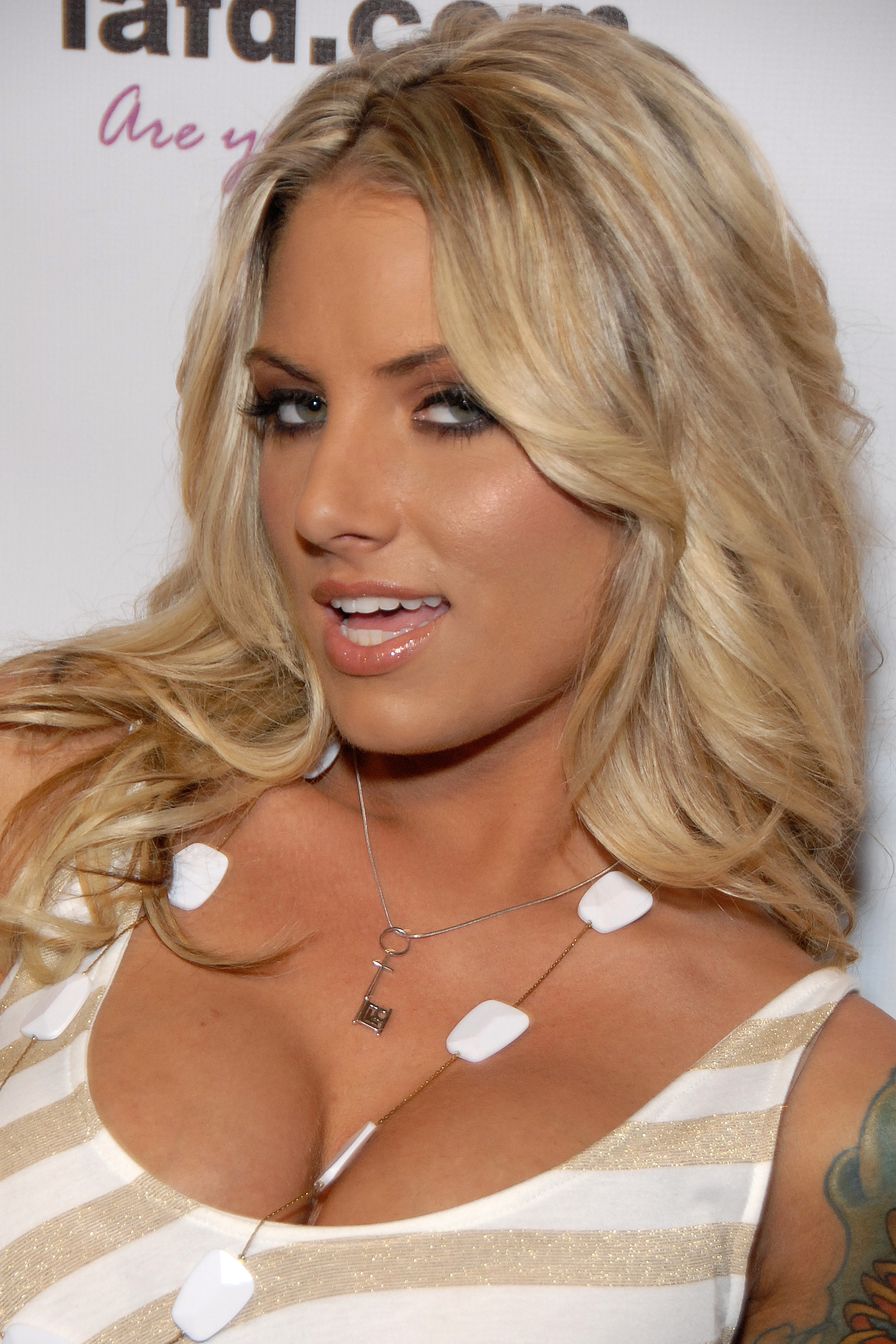
Teagan Presley en els premis 2009

- 2006 Lisa Ann
- 2007 Kaylani Lei
- 2008 Teagan Presley
- 2009 Memphis Monroe
- 2010 Eva Angelina

## Millor director

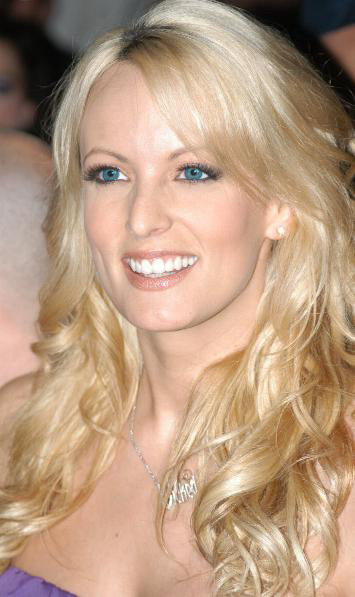
Stormy Daniels al premis XRCO de 2007

- 1987: John Leslie[55]
- 1993: Paul Thomas[30]
- 1994: John Leslie[30]
- 1995: Michael Ninn[30]
- 1996: Gregory Dark[30]
- 1997: John Leslie[30]
- 1999: John Leslie[32]
- 2000: Paul Thomas[33]
- 2001: Michael Raven[34]
- 2002: Jules Jordan[35]
- 2003: John Stagliano[36]
- 2004: Jules Jordan[37]
- 2005: Jules Jordan[38]
- 2006: Joone[39]

### Pel·lícula
- 2007: Brad Armstrong[40]
- 2008: (tie) Brad Armstrong and Stormy Daniels[41]
- 2009: Brad Armstrong[42]
- 2010: Will Ryder[43]
- 2011: Brad Armstrong[44]
- 2012: Graham Travis[27]
- 2013: Graham Travis[8]
- 2014: Jacky St. James[9]
- 2015: Jacky St. James[45]
- 2016: Jacky St. James[13]
- 2017: Brad Armstrong[25]
- 2018: Bree Mills[14]
- 2019: Kayden Kross[15]
- 2020: Kayden Kross[26]

### No pel·lícula
- 2007: Jules Jordan[40]
- 2008: Jules Jordan[41]
- 2009: Jules Jordan[42]
- 2010: William H.[43]
- 2011: William H.[44]
- 2012: William H.[27]
- 2013: William H.[8]
- 2014: Mason[9]
- 2015: Mason[45]
- 2016: Greg Lansky[13]
- 2017: Greg Lansky[25]
- 2018: Greg Lansky[14]
- 2019: Jonni Darkko[15]
- 2020: Jules Jordan[26]

### Paròdia
- 2011: Axel Braun[44]
- 2012: Axel Braun[27]
- 2013: Axel Braun[8]
- 2014: Will Ryder[9]
- 2015: Axel Braun[45]
- 2016: Axel Braun[13]
- 2017: Axel Braun[25]
- 2018: Axel Braun[14]
- 2019: Axel Braun[15]
- 2020: Joanna Angel[26]

### Web
- 2014: Greg Lansky[9]
- 2015: Greg Lansky[45]
- 2016: Stills By Alan[13]
- 2017: Stills by Alan[25]
- 2018: (tie) Maestro Claudio & Ivan[14]
- 2019: Ivan[15]
- 2020: Kayden Kross[26]

## Millor sèrie ètnica
- 2010 Big Black Wet Asses (Elegant Angel)

## Millors extres en DVD
- 2004 Briana Banks també anomenada Filthy Whore # 3 (Legend)
- 2005 Camp Cuddly Pines Powertool Massacre (Wicked Pictures)
- 2006 Corruption (Sex-Z Pictures)
- 2007 Upload (Sex-Z Pictures)
- 2008 Pirates II: Stagnetti's Revenge (Digital Playground)
- 2009 Big Tits In Sports 2 (Brazzers)
- 2010 2040 (Wicked Pictures)

## Millor actuació femenina de l'any
- 1984 Ginger Lynn
- 1993 Debi Diamond
- 1994 Leena
- 1995 Juli Ashton
- 1996 Missy
- 1997 Jill Kelly
- 1998 Stacy Valentine
- 1999 Inari Vachs
- 2000 Jewel De'Nyle
- 2001 Jewel De'Nyle
- 2002 Belladonna
- 2003 Briana Banks
- 2004 Briana Banks
- 2005 Briana Banks
- 2006 Hillary Scott
- 2007 Shyla Sylez
- 2008 Jenna Haze
- 2009 Memphis Monroe
- 2010 Tori Black
- 2011 Kagney Linn Karter

## Millor escena lèsbica
- 1984 (Bodi Girls)

- Erica Boyer
- Robin Everett

- 1985 (Pleasure Island)

- 5 Woman Orgy

- 1993 (Hidden Obsessions)

- Janine
- Julia Ann

- 1994 (The Dinner Party)

- Celeste
- Debi Diamond
- Misty Rain

- 1995 (Takin' It To The Limit 6)

- Traci Allen
- Careena Collins
- Felecia
- Jill Kelly
- Misty Rain

- 1996 (Beyond Reality 1)

- Careena Collins
- Felecia

- 1997 (Miscreants)

- Jeanna Fini
- Tiffany Mynx
- Stephanie Swift

- 1998 (Tampa Tushy Fest 1)

- Chloe
- Alisha Klass

- 1999 (Torn)

- Chloe
- Ginger Lynn

- 2000 (Els Vampyres)

- Syren
- Ava Vincent

- 2001 (No Man'S Land 33)

- Jewel De'Nyle
- Inari Vachs

- 2002 (The Fashionistas)

- Belladonna
- Taylor St. Clair

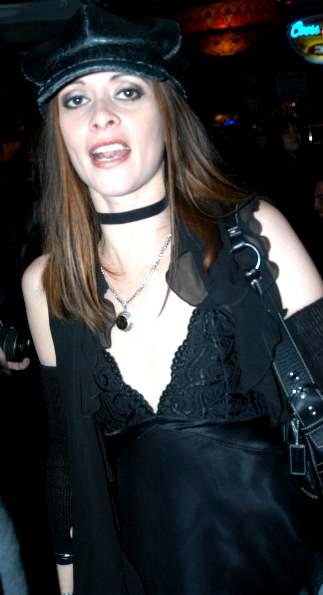
Chloe

- 2003 (My Plaything - Jenna Jameson 2 - Digital Sense)

- Jenna Jameson
- Carmen Luvana

- 2004 (The Violation of Audrey Hollander - JM Productions)

- Audrey Hollander
- Gia Paloma
- Ashley Blue
- Tyla Wynn
- Brodi
- Kelly Kline

Nota: una categoria noia-noia va ser creada l'any 2005.

## Millor pel·lícula lèsbica

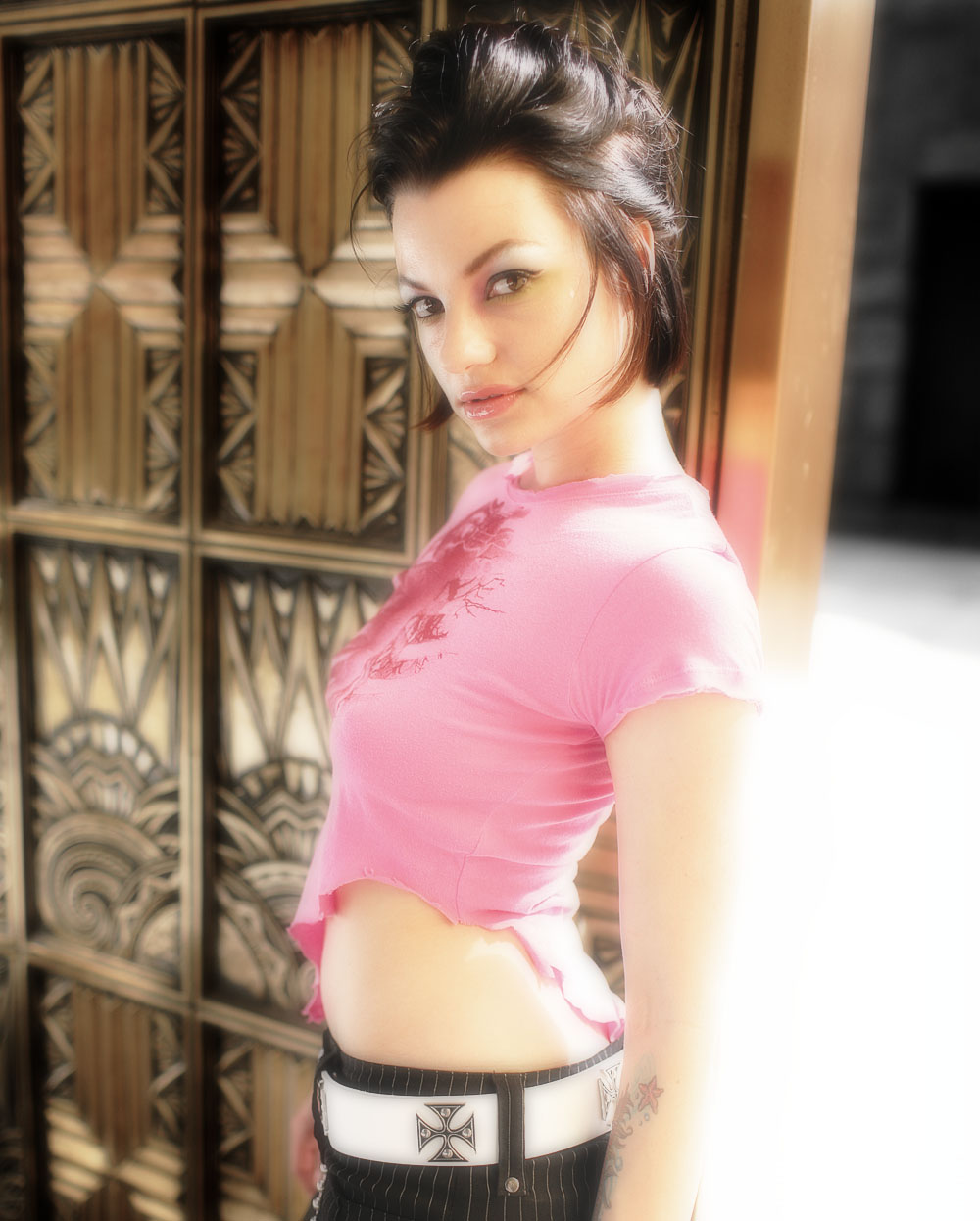
Belladonna.

- 2005 Belladonna's Fucking Girls (Evil Angel)
- 2006 Belladonna: No Warning 2 (Evil Empire)
- 2007 Belladona's Fucking Girls 4 (Belladonna Productions)
- 2008 Belladonna’s Girl Train (Belladonna Entertainment)
- 2010 Women Seeking Women (Girlfriends Films)

## Millor pel·lículagonzo
- 2005 Slut Puppies (Evil Angel)
- 2006 Jenna Haze Darkside (Jules Jordan Video)
- 2007 Flesh Hunter 10 (Jules Jordan Productions)
- 2008 Alexis Texas is Buttwoman (Elegant Angel)
- 2009 Real Wife Stories 4 (Brazzers)
- 2010 Big Wet Asses 15 (Elegant Angel)

## Millor sèrie gonzo
- 1997 Shane's World
- 1998 Whack Attack
- 1999 Please
- 2000 Please!
- 2001 Service Animals
- 2002 Flesh Hunter
- 2003 Flesh Hunter (Evil Angel)
- 2004 Service Animals (Evil Angel)
- 2005 Service Animals (Joey Silvera/Evil Angel)
- 2006 Service Animals (Joey Silvera/Evil Angel)
- 2007 Ass Worship (Jules Jordan Productions)
- 2008 Big Wet Asses (Elegant Angel)
- 2010 Seasoned Players (Tom Byron Pictures/Evolution Distribution)

## Millor escena en grup
- Pippi Anderssen
- 5 studs

- 1985 (New Wave Hookers)

- Ginger Lynn
- Tom Byron
- Steve Powers

- 1993 Slave To Love; Orgy

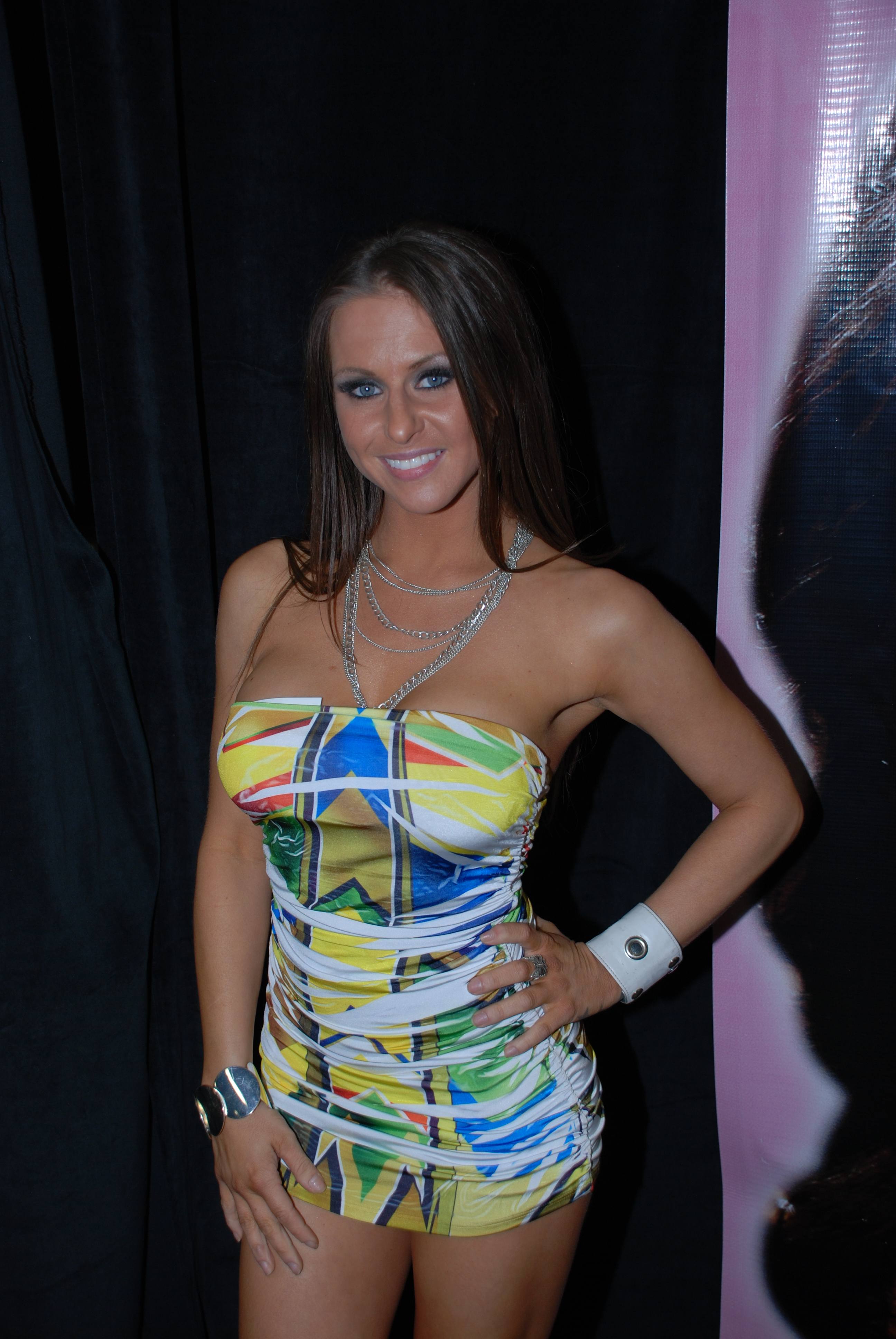
Rachel Roxxx

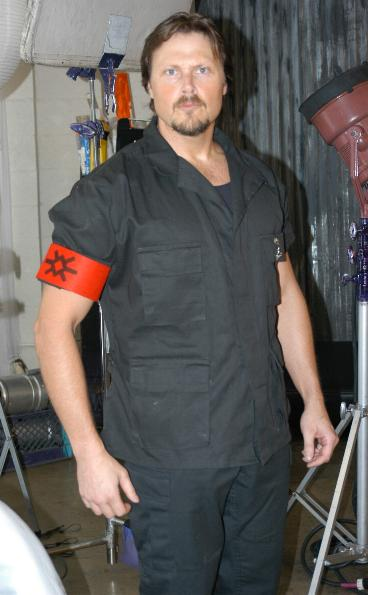
Van Damage

- 1994 (Buttman'S British Moderately Big Tit Adventure;)

- Stephanie Hart-Rogers
- Janey Lamb
- Rocco Siffredi
- Joey Silvera

- 1995 (New Wave Hookers 4)

- staircase orgy

- 1996 (American Tushy)

- Missy
- Taren Steele
- Hakan
- Alex Sanders

- 1997 (Psychosexuals)

- Chloe
- Missy
- Ruby
- Mickey G.

- 1998 (Asswoman In Wonderland)

- Iroc
- Tiffany Mynx
- Stryc-9
- Van Damage
- Luciano

- 1999 (Ultimate Guide To Anal Sex For Women)

- final orgy

- 2000 (Days Of Whore)

- Krysti Mist
- other gangbang participants

- 2001 (Gangbang Auditions 7)

- Aurora Snow
- five men

- 2002 (The Fashionistas)

- Friday
- Taylor St. Clair
- Sharon Wild
- Rocco Siffredi

- 2003 (Flesh Hunter 5 - Evil Angel)

- Taylor Rain
- Arnold Schwarzenpecker
- John Strong
- Trent Tesoro
- Mark Wood

- 2004 (Baker's Dozen 2 - Platinum X Pictures)

- Missy Monroe
- Kami Andrews
- Julie Night
- others

## Millor actuació comercial
- 2002 Briana Banks

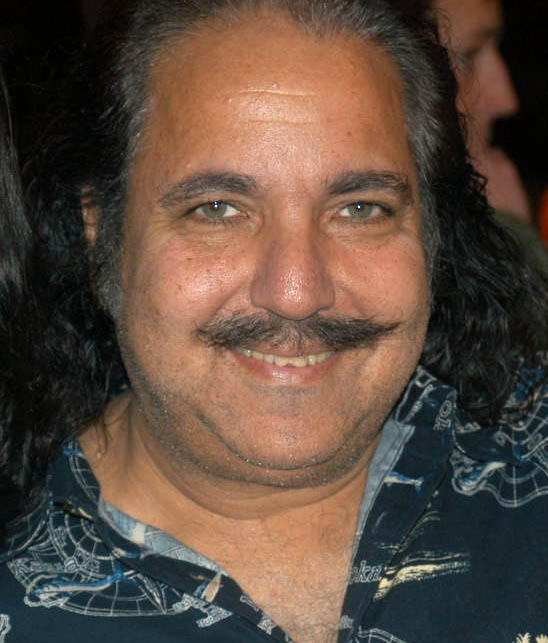
Ron Jeremy.

- 2003 Mary Carey (Political run for Governor of Califòrnia; Mitjana blitz)
- 2004 (tie) Seymore Butts (Family Business TV xou)
- 2004 (tie) Jenna Jameson (Best-Selling autobiography: How to Make Love Like a Porn Star: A Cautionary Tale)
- 2005 Stormy Daniels (40 Year Old Virgin, hostess of Wet Grooves, etc.)
- 2006 Ron Jeremy
- 2007 Stormy Daniels
- 2008 Sasha Grey
- 2009 Shyla Stylez
- 2010 Sasha Grey
- 2011 Memphis Monroe

## Actuació masculina de l'any

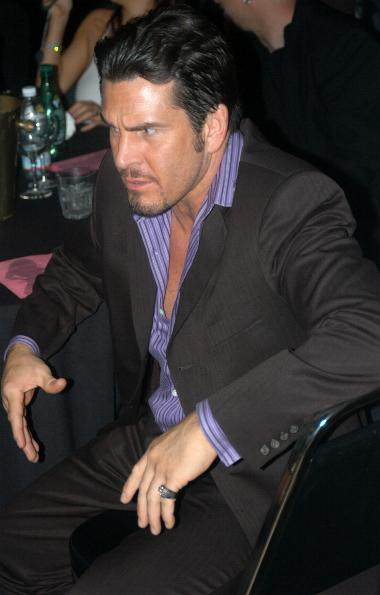
T. T. Boy

- 1984 Eric Edwards
- 1993 Marc Wallice
- 1994 Jon Dough
- 1995 T. T. Boy
- 1996 T. T. Boy
- 1997 Tom Byron
- 1998 Mr. Marcus
- 1999 Bobby Vitale
- 2000 Evan Stone
- 2001 Lexington Steele
- 2002 Erik Everhard
- 2003 Manuel Ferrara
- 2004 Manuel Ferrara
- 2005 Manuel Ferrara
- 2006 Tommy Gunn
- 2007 Evan Stone
- 2008 James Deen
- 2010 Evan Stone

## Millor química en pantalla

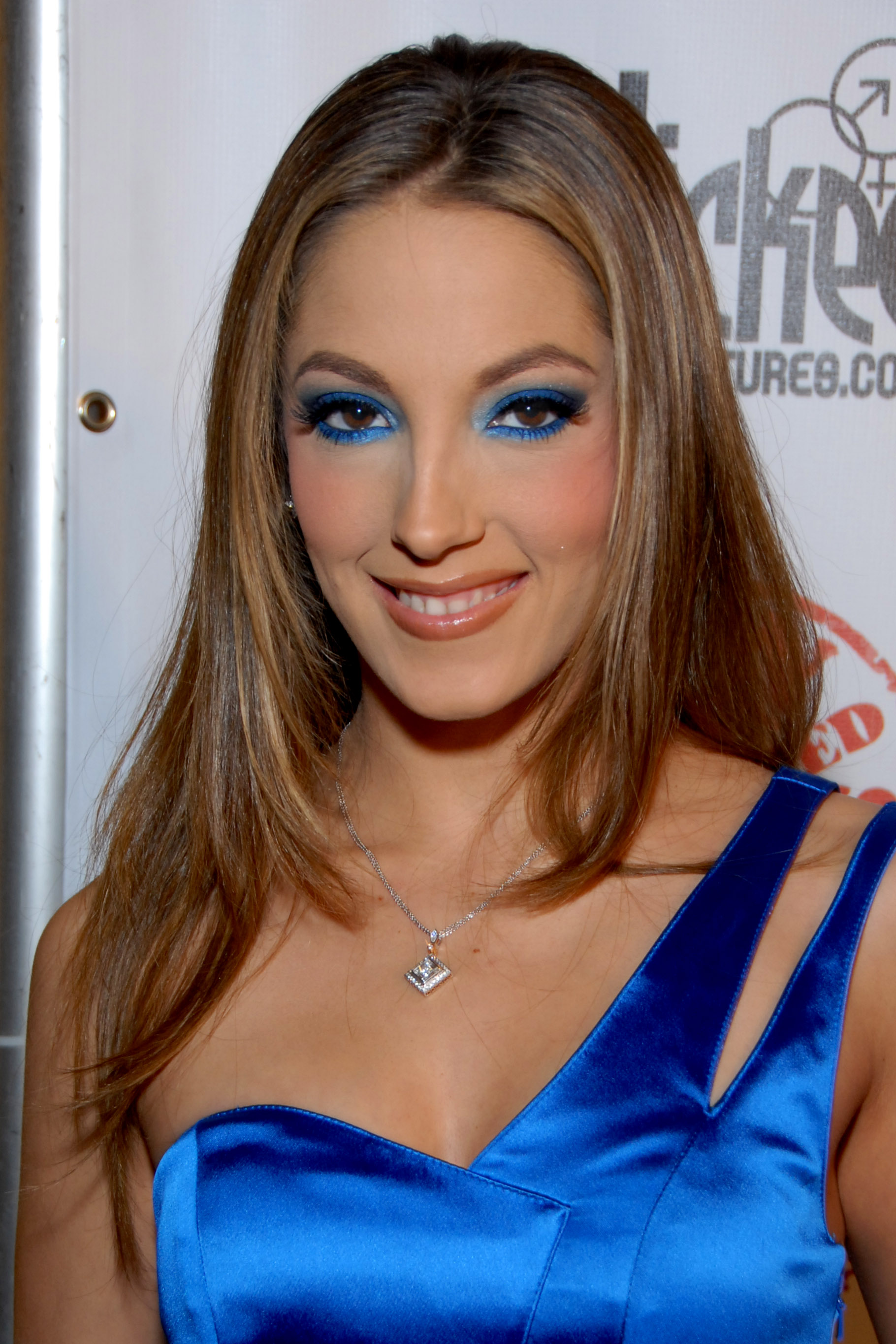
Jenna Haze en els premis 2009

- 2006 (Fashionistas Safado - The Challenge - Evil Angel)

- Gianna
- Jenna Haze
- Rocco

- 2007

- Joanna Angel
- James Deen

- 2008

- Joanna Angel
- James Deen

## Millor escena heterosexual
- 1993 (New Wave Hookers 3)

- Crystal Wilder
- Rocco Siffredi

- 1994 (Seymore & Shane On The Loose)

- Llana
- T. T. Boy

- 1995 (Kink)

- Careena Collins
- Rocco Siffredi

- 1996 (Max 8: The Fugitive)

- Lovette
- Max Hardcore

- 1997 (Psychosexuals)

- Nikita
- Mickey G.

- 1998 (Pink Hotel On Butt Row)

- Elena
- T. T. Boy

- 1999 (Nothing To Hide 3 & 4)

- Gwen Summers
- Julian

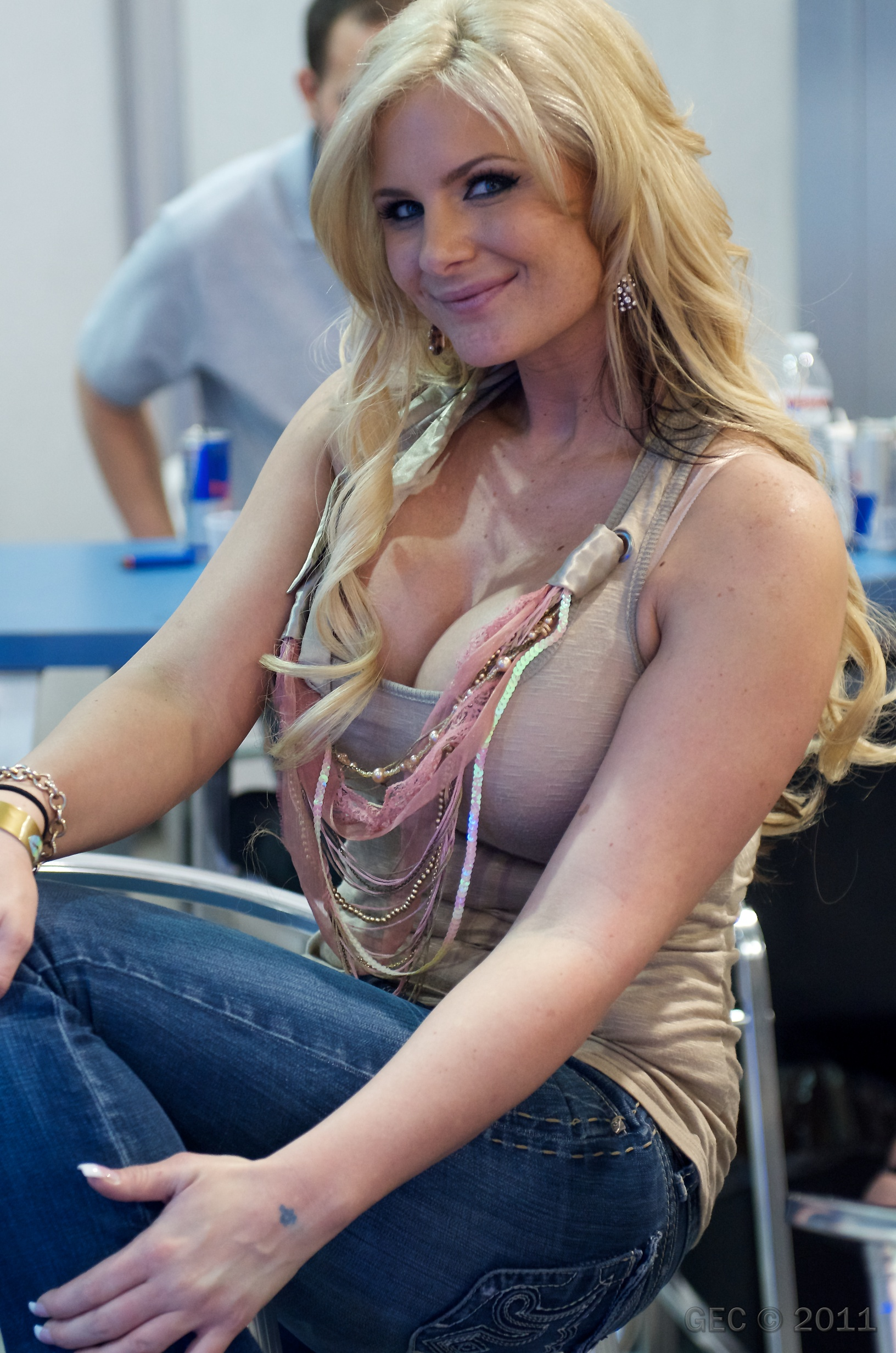
Phoenix Marie.

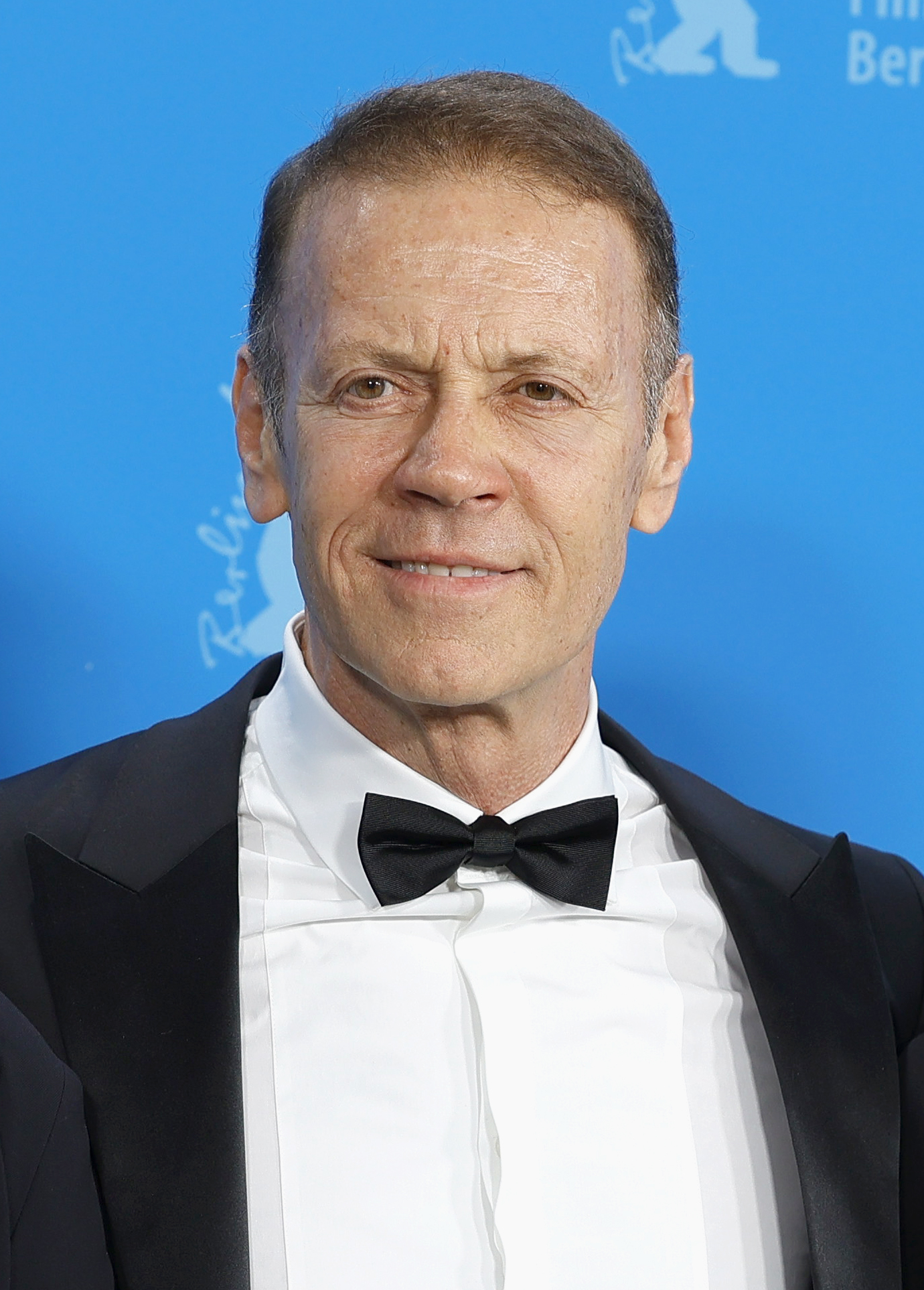
Rocco Siffredi.

- 2000 (Xxxtreme Fantasies Of Jewel De'Nyle)

- Jewel De'Nyle
- Nacho Vidal

- 2001 (Welcome To Chloeville 3)

- Chloe
- Mark Davis

- 2002 (The Fashionistas)

- Taylor St. Clair
- Rocco Siffredi

- 2003 (Babes in Pornland 14: Bubble Butt Babes - Puritan Video Productions)

- Jewel De'Nyle
- Manuel Ferrara

- 2004 (XXX - Mercenary Pictures)

- Lexington Steele
- Katsumi

- 2005 (Darkside - Xarxa Light District Video)

- Penny Flame
- Herschel Savage

## MILF de l'any

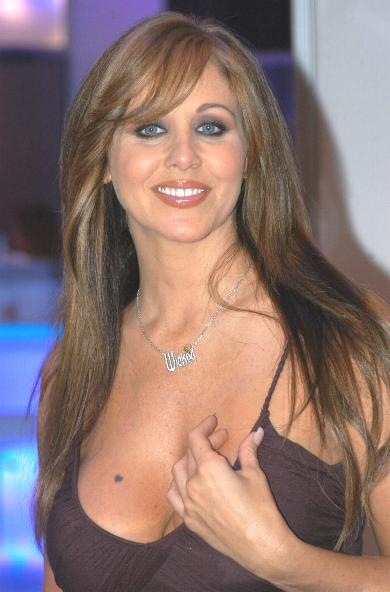
Julia Ann.

- 2006 Janine
- 2007 Kylie Ireland
- 2008 Julia Ann
- 2010 Lisa Ann
- 2011 Sienna West

## Millor Starlet

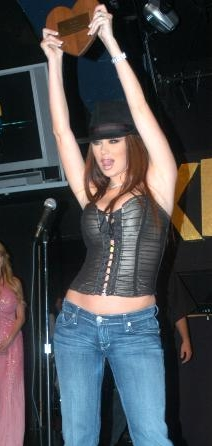
Jenna Jameson en els premis XRCO 2005

- 1993 Shayla Laveaux
- 1994 Misty Rain
- 1995 Jenna Jameson
- 1996 Stacy Valentine
- 1997 Nikita
- 1998 Raylene
- 1999 Jewel De'Nyle
- 2000 Tera Patrick
- 2001 Monica Mayhem
- 2002 Carmen Luvana
- 2003 Lauren Phoenix
- 2004 Teagan Presley
- 2005 Hillary Scott
- 2006 Sasha Grey
- 2007 Bree Olson
- 2008 Stoya
- 2009 Miko Sinz
- 2010 Kagney Linn Karter
- 2011 Lexi Belle

## Millor debutant

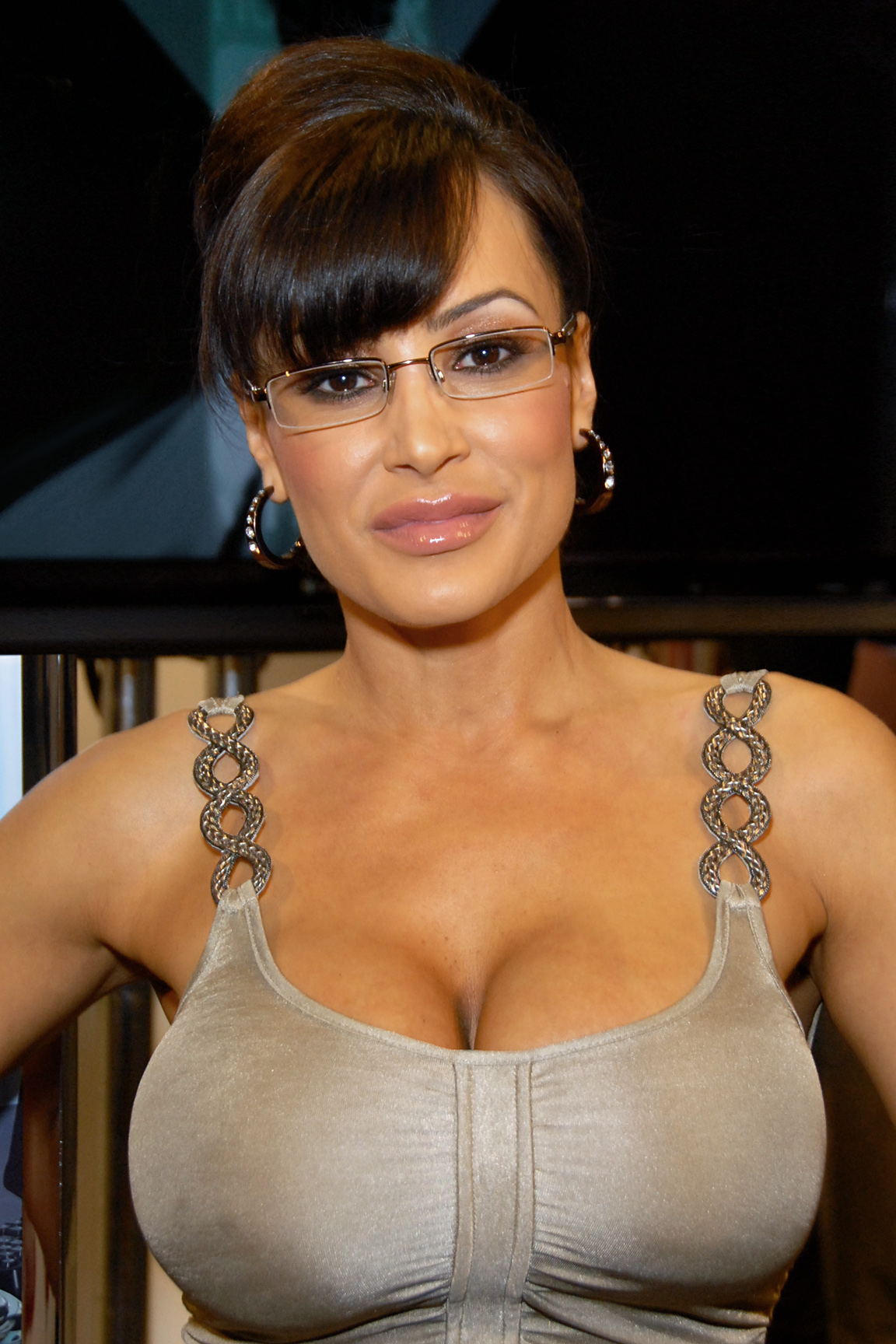
Lisa Ann, MILF de l'any 2010.

- 1999 Evan Stone
- 2000 Dillon Day
- 2002 Manuel Ferrara
- 2003 Ben English
- 2004 Tommy Gunn
- 2005 Scott Nails
- 2006 Derrick Pierce
- 2007 Charles Dera
- 2008 CJ Wright
- 2010 Dane Cross

## Millor escena oral

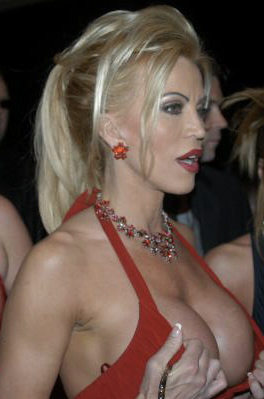
Amber Lynn.

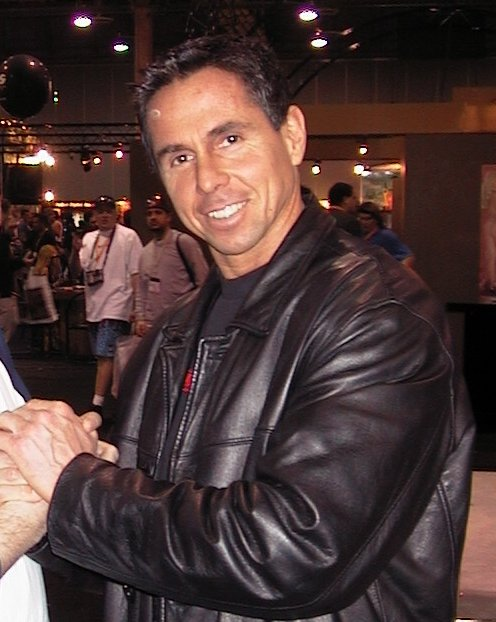
Peter North.

- 1984 (Succulent)

- Ron Jeremy
- Little Oral Annie

- 1985 (Love Bites)

- Amber Lynn
- Peter North
- Rick Savage

## Millor sexe anal
- 2000 Chloe
- 2001 Jewel De'Nyle
- 2002 Belladonna
- 2003 Briana Banks
- 2004 Briana Banks
- 2005 Katja Kassin
- 2006 Hillary Scott
- 2007 Shyla Stylez
- 2008 Belladonna
- 2009 Nikki Benz
- 2010 Jenna Haze
- 2011 Memphis Monroe

## Millor sexe oral

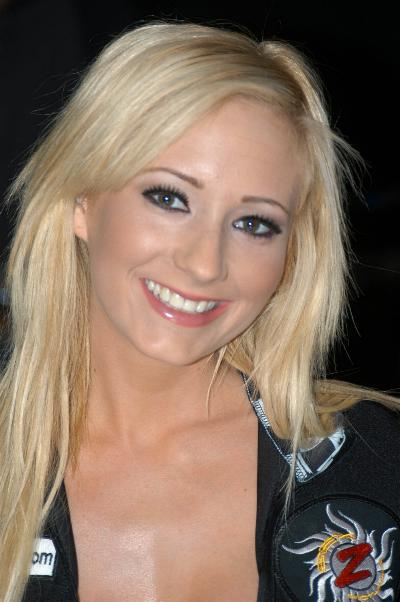
Hillary Scott.

- 1999 Bobbi Bliss
- 2000 Inari Vachs
- 2001 Kaylynn
- 2002 Briana Banks
- 2003 Felicia Fox
- 2004 Roxy Jezel
- 2005 Hillary Scott
- 2006 Hillary Scott
- 2007 Jenna Haze
- 2008 Belladonna
- 2010 Bobbi Starr
- 2011 Memphis Monroe

## Millor llançament POV
- 2005 Pov Pervert 5 (Xarxa Light District)
- 2006 Jack's Pov 5 (Digital Playground)
- 2007 inTERActive (Teravision/Hustler)
- 2008 Tunnel Vision #3 (Jules Jordan Productions)
- 2010 (tie) POV Jugg Fuckers 2 (Darkko Productions/Evil Angel)
- 2010 (tie) POV Pervert 11 (Mike John Productions/Jules Jordan Video)

## Millor pel·lícula
- 2004 Briana Banks també anomenada Filthy Whore # 3
- 2005 Pirates (Digital Playground/Adam & Eve)
- 2006 Cursi Eternal (Wicked Pictures)
- 2007 Babysitters (Digital Playground)
- 2008 Cheerleaders (Digital Playground)
- 2009 Busty Lifeguards
- 2010 Flight Attendants (X-Play/Adam & Eve)
- 2011 The Flintstones: A XXX Parody (New Sensations)
- 2012 25 Sexiest Boobs Ever (Elegant Angel)

Abans de 2006 els premis es dividien en pel·lícula, vídeo i DVD.

### Millor èpica
- 2005 Pirates (Digital Playground/Adam & Eve)
- 2006 Corruption (Sex Z Pictures)
- 2007 Upload (Sex Z Pictures)
- 2008 (tie) Fallin (Wicked Pictures)
- 2008 (tie) Pirates II: Stagnetti's Revenge (Digital Playground)
- 2010 2040 (Wicked Pictures)

### DVD
- 2000 Dream Quest
- 2001 Dark Angels: Special Edition
- 2002 Euphoria
- 2003 The Fashionistas (Evil Angel)
- 2004 Millionaire (Private USA)
- 2005 Stunner (Vivid)

### Millor pel·lícula de l'any XRCO
- 1985 Every Woman Has a Fantasy
- 1988 Every Woman Has a Fantasy 2
- 1989 Pretty Peaches 2
- 1990 Pretty Peaches 3 - The Quest
- 1991 Wild Goose Chase
- 1992 Chameleons Not the Sequel
- 1993 Nothing To Hide 2 - Justine
- 1994 Dog Walker
- 1995 Borderline
- 1996 Sex Freaks
- 1997 Bad Wives
- 1998 Masseuse 3
- 1999 The Awakening
- 2000 Els Vampyres
- 2001 Fade to Black
- 2002 The Fashionistas
- 2003 Compulsion
- 2004 The Masseuse
- 2005 Pirates
- 2006 Stunner
- 2008 Big Tits At School

### Millor vídeo de l'any XRCO
- 1985 Black Throat
- 1986 Dream Girls
- 1987 Nightshift Nurses
- 1988 Catwoman
- 1989 Chameleon
- 1990 Buttman's Ultimate Workout
- 1991 Buttman's European Vacation
- 1993 Pussyman - The Search
- 1994 Takin' It To The Limit
- 1995 Latex
- 1996 Buttman In The Crack
- 1997 Psycho Sexuals
- 1998 Cafe Flesh 2
- 2000 Ginger Lynn is Torn
- 2001 Buttman's Toy Stories
- 2002 Euphoria
- 2003 Ass Collector
- 2004 Beautiful (2003 film)
- 2005 In the Garden of Shadows
- 2007 My Back Door is Always Open For You
- 2008 Doctor Adventures 3
- 2009 Busty Housewives 2
- 2010 Busty Lifeguards

## Actriu més porca
- 2002 Catalina
- 2003 Julie Night
- 2004 Ariana Jollee
- 2005 Ariana Jollee
- 2006 Hillary Scott
- 2007 Annette Schwartz
- 2008 Bobbi Starr
- 2009 Phoenix Marie
- 2010 Bobbi Starr
- 2011 Krissy Lynn

## Millorcreampie

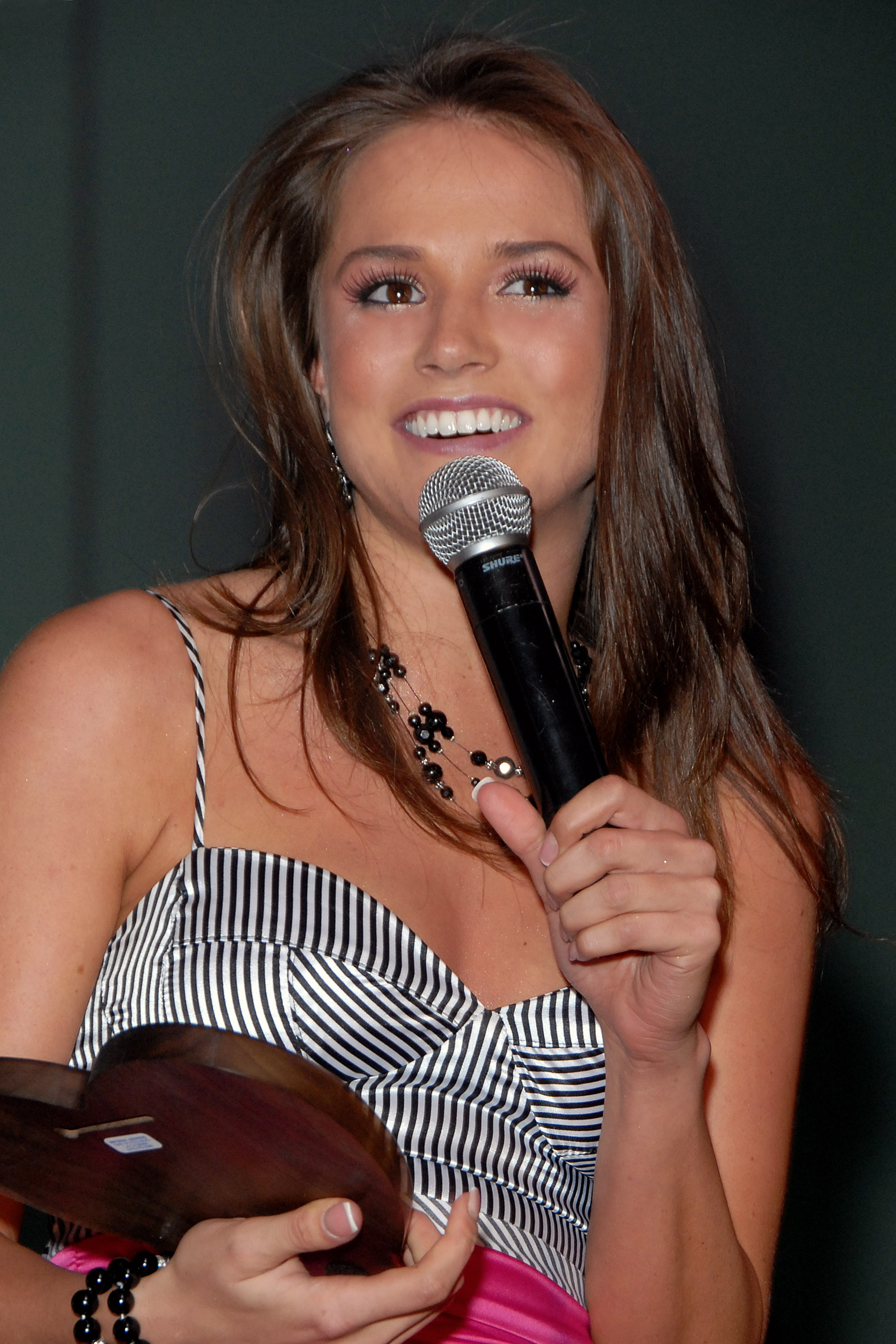
Tori Black en els premis 2009

- 2000 Allysin Chaines
- 2001 Aurora Snow
- 2002 Ashley Blue
- 2003 Cytherea
- 2004 Teagan Presley
- 2005 Kinzie Kenner
- 2006 Mia Rose
- 2007 Bree Olson
- 2008 Tori Black
- 2009 Nikki Rhodes
- 2010 Lexi Belle

## Millortriplet
- 2000 (Please 9)

- Amanda
- Jessica
- Nacho Vidal

- 2001 (Up Your Ass 18)

- Aurora Snow
- Mr. Marcus
- Lexington Steele

- 2002 (Trained Teens)

- Gauge
- Aurora Snow
- Jules Jordan

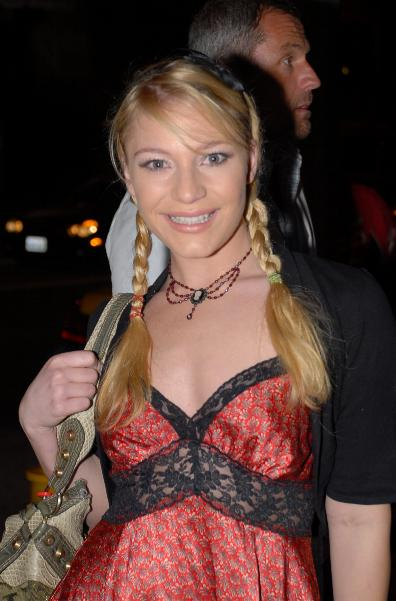
Aurora Snow.

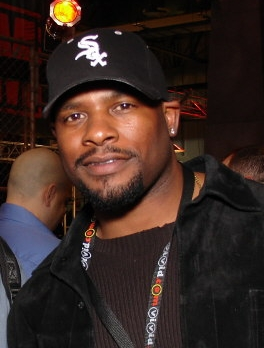
Mr. Marcus.

- 2003 (Mason's Dirty Tricks - Elegant Angel)

- Julie Night
- Manuel Ferrara
- Steve Holmes

- 2004 (Flesh Hunter 7 - Evil Angel)

- Teagan Presley
- Mark Ashley
- Alberto Rei

## Millor sirena

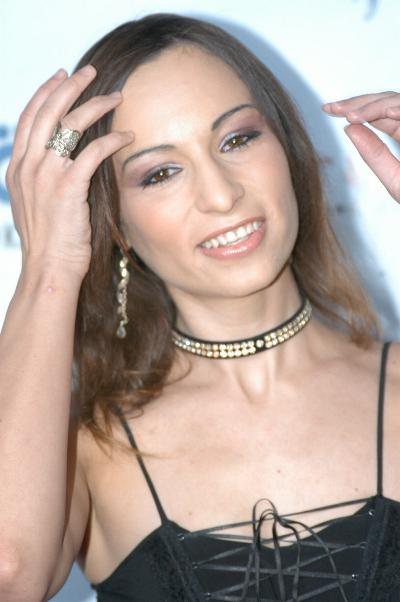
Amber Rayne

- 1993 Lacy Rose
- 1994 Shane
- 1995 Tammi Ann
- 1996 Sindee Coxx
- 1997 Chloe
- 1998 Katie Gold
- 1999 Sydnee Steele
- 2000 Shelbee Myne
- 2001 Alana Evans
- 2002 Olivia Saint
- 2003 Sabrine Maui
- 2004 Katie Morgan
- 2005 Haley Paige
- 2006 Mika Tan
- 2007 Roxy Deville
- 2008 Amber Rayne
- 2010 Marie Luv

## Millor espasa

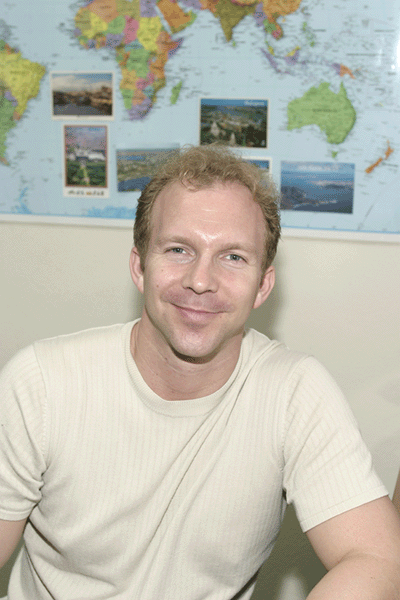
Brandon Iron

- 1996 Steve Hatcher
- 1997 Dave Hardman
- 1998 Luciano
- 1999 Ian Daniels
- 2000 Erik Everhard
- 2001 Dave Cummings
- 2002 Brandon Iron
- 2003 Steve Holmes
- 2004 Brian Surewood
- 2005 Brandon Iron
- 2006 Mark Wood
- 2007 James Deen
- 2008 Charles Dera
- 2010 Sascha

## Home del bosc de l'any

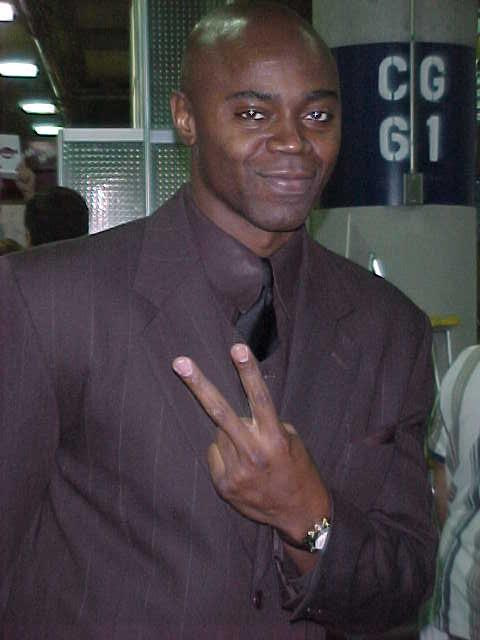
Sean Michaels.

- 1993 Sean Michaels
- 1994 Alex Sanders
- 1995 T. T. Boy

## Pitjor pel·lícula
- 1993 Nympho Zombie Coeds
- 1994 Gum-Em-Bare
- 1995 World'S Biggest Gang Bang
- 1996 Frankenpenis
- 1997 87 And Still Bangin'
- 1998 World'S Biggest Anal Gangbang
- 1999 Vomitorium
- 2000 Watch Me Camp Bitch!
- 2001 Fossil Fuckers
- 2002 You'Re Never Too Old To Gangbang